# Paranisomorpha insignis
Paranisomorpha insignis är en insektsart som beskrevs av Ludwig Redtenbacher 1906. Paranisomorpha insignis ingår i släktet Paranisomorpha och familjen Pseudophasmatidae. Inga underarter finns listade i Catalogue of Life.